# Leesville (Luisiana)
Leesville é uma cidade localizada no estado americano de Luisiana, na Paróquia de Vernon.

## Demografia
Segundo o censo americano de 2000, a sua população era de 6753 habitantes.
Em 2006, foi estimada uma população de 5853, um decréscimo de 900 (-13.3%).

## Geografia
De acordo com o United States Census Bureau tem uma área de
14,2 km², dos quais 14,1 km² cobertos por terra e 0,1 km² cobertos por água. Leesville localiza-se a aproximadamente 83 m acima do nível do mar.

## Localidades na vizinhança
O diagrama seguinte representa as localidades num raio de 24 km ao redor de Leesville.